# Verrayes
Verrayes (arpità Vèrrayes) és un municipi italià, situat a la regió de Vall d'Aosta. L'any 2007 tenia 1.306 habitants. Limita amb els municipis de Chambave, Fénis, Nus, Saint-Denis i Torgnon.

## Administració

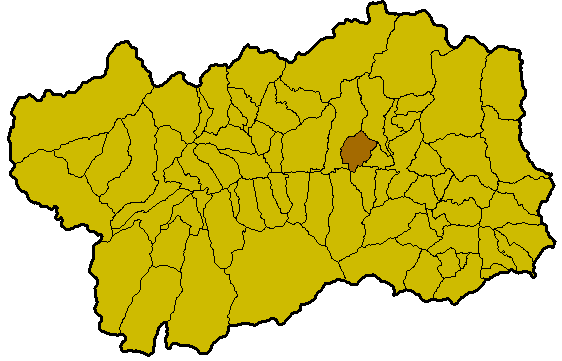
Situació de Verrayes a la Vall

| Període | Identitat    | Partit        |
| ------- | ------------ | ------------- |
| 2005-   | Erik Lavevaz | Llista cívica |